# Штокен-Гофен
Штокен-Гофен (нім. Stocken-Höfen) — громада  в Швейцарії в кантоні Берн, адміністративний округ Тун.

## Географія
Громада розташована на відстані близько 27 км на південь від Берна.
Штокен-Гофен має площу 14,2 км², з яких на 4,4% дозволяється будівництво (житлове та будівництво доріг), 45,5% використовуються в сільськогосподарських цілях, 38,4% зайнято лісами, 11,7% не є продуктивними (річки, льодовики або гори).

## Демографія
2019 року в громаді мешкало 1012 осіб (+4,5% порівняно з 2010 роком), іноземців було 4,5%. Густота населення становила 71 осіб/км².
За віковим діапазоном населення розподілялося таким чином: 20% — особи молодші 20 років, 63,1% — особи у віці 20—64 років, 16,9% — особи у віці 65 років та старші. Було 441 помешкань (у середньому 2,3 особи в помешканні).
Із загальної кількості 190 працюючих 76 було зайнятих в первинному секторі, 30 — в обробній промисловості, 84 — в галузі послуг.